# Гилшер, Марек
Ма́рек Гилшер (чеш. ; род. 23 марта 1976, Хомутов) — чешский врач, преподаватель университета, ученый и общественный деятель. Он изучал международные отношения и медицину в Карловом университете .  С 2007 года работает на его 1-м медицинском факультете в должности преподавателя и научного сотрудника; в рамках своих исследований он фокусируется на борьбе с раком .  В 2011 и 2012 годах он участвовал в медицинской миссии c организацией ADRA .
Он баллотировался на президентских выборах 2018 года, где занял 5-е место в первом туре, набрав 454 949 голосов (8,83 %).  В октябре 2018 года стал сенатором от округа № 26 — Прага 2 .
В ноябре 2019 года он объявил, что снова будет баллотироваться на пост президента республики, на выборах 2023 года .

## Личная жизнь
Родился в 1976 году в Хомутове. Детство провел в жилом массиве Бржезенецка. В июне 1989 года семья приняла решение эмигрировать в Испанию, поселившись в Мадриде . Через год после Бархатной революции она вернулась в Чехословакию .
После окончания гимназии был принят изучать международные отношения на факультет социальных наук Великобритании . В 1999 году он уехал в США, где зарабатывал на жизнь землекопом, грузчиком или сантехником. 
Вернувшись из США, в 2004 году начал обучение на 1-м медицинском факультете Карлова университета . В 2007 году стал членом правления Академического сената университета. 
С 2007 года работает преподавателем и научным сотрудником на 1-м лечебном факультете Института биохимии и экспериментальной онкологии . 
В 2011 и 2012 годах участвовал в медицинской миссии гуманитарной организации ADRA и работал волонтером в медицинском учреждении в Кении. 
Женат, жена Моника Гилшерова работает врачом скорой помощи.  В августе 2018 года у них родилась дочь София.  В августе 2021 года у них родился сын Антонин. 

## Кандидат в Сенат
В феврале 2018 года объявил, что будет баллотироваться в Сенат ПКР на осенних выборах 2018 года . Баллотировался в Праге, в округе № 26 — Прага 2 .   В июне 2018 года он стал председателем движения Марек Гилшер в Сенат.  
Когда он получил 44,45 % голосов он выиграл первый тур выборов, а во втором туре победил беспартийного Либора Михалека за Пиратов и движение VIZE с соотношением голосов 79,75 % : 20.24 % и стал сенатором.  Еще в октябре 2018 года он тогда объявил, что станет членом Сенаторского Клуба Старост и Независимых . 

## Кандидат в президенты 2023 года

### Выдвижение кандидатуры, сбор подписей и регистрация списка кандидатов
Хильшер объявил свою вторую кандидатуру на пост президента в ноябре 2019 года. Он хочет баллотироваться в президенты как гражданский кандидат.  28 октября 2021 года он объявил через видео на YouTube, что начал сбор подписей. С февраля 2022 года организует встречи, поездки и беседы с гражданами.  Благодаря подписям 13 сенаторов МВД успешно зарегистрировало его для участия в президентских выборах 25 ноября 2022 года. 

### Финансирование кампании
Кампания финансируется за счет пожертвований граждан или пожертвований малых и средних предпринимателей.  Его кандидатуру также финансово поддерживает движение Марек Гилшер в Сенат.  Хильшер публично отвергает пожертвования крупных частных спонсоров. 

### Тема кампании
Гилшер основывает свою кандидатуру на 5 пунктах , а именно:
1. Государство есть для всех нас
2. Справедливость есть равенство
3. Доступное жилье, борьба против магазинов c бедностью
4. Современная энергетика
5. Президент с народом в хорошем и плохом

### Поддержка
В июне 2022 года адвокат Клара Лонг Сламова поддержала его кандидатуру на пост президента после того, как сама снялась с этих выборов на том основании, что « к сожалению, президентские кампании теперь превратились в фарс ». " 
В предвыборном опросе, проведенном агентством Ipsos в июле 2022 года, Марк Гилшер занял четвертое место с  7,5. % голосов. Его электоральный потенциал достиг 15,8 процентов.  В декабре 2022 года, согласно опросам, его поддержка избирателями упала примерно до 4 %. 
Кандидатуру Гилшера поддержали 13 сенаторов, а именно Мирослав Балатка, Михаэль Канов, Йиржи Драгош, Зденек Граба, Павел Карник, Марек Оштадал, Мирослав Плевны, Пржемысл Рабас, Давид Смоляк, Адела Шипова, Петр Штепанек, Карел Зиттербарт .